# 2012年河北丰宁县校园袭击案
2012年河北丰宁县校园袭击案是指2012年12月24日中午，一名男子在中国河北省丰宁满族自治县第一中学门口驾车连撞多名学生的校园暴力事件。该事件共造成13人受伤，其中3人伤势严重。

## 案发经过
12月24日中午，河北丰宁第一中学放学时，一辆黑色吉利轿车从西侧突然强行加速冲进学校门前的马路，连续撞倒多名刚刚走出校门的学生，直到撞上一辆正在行驶的出租车后停止。不少学生被撞倒在地、血流不止。7-8分钟后消防警察及急救人员赶到，将伤者送往医院救治。
撞人后肇事司机并未下车，几名路人围住汽车欲强行拉出司机，但司机拿出打火机从车内点燃整辆轿车，最后警方赶到控制了司机。据称，肇事司机甚至将一只煤气罐和一串鞭炮放在了后备厢中。

## 受伤情况
共造成13人受伤，3人伤势严重，其中一人颅骨挫裂伤，一人疑似蛛网膜下腔出血。总共就医的人数为23人，其中有14名女生，9名男生，年龄最大的为20岁，最小的为16岁。校方表示将会对学生进行心理辅导工作。

## 后续
肇事司机为当地人殷铁军，10年前与做保险工作的妻子离婚，女儿殷晓雪则在3年前因为做小三而被原配杀害，而她被害前正是丰宁一中的学生。警方破案后法院做了判决，殷铁军对判决不服，上访长达三年未果。
当地警方对殷铁军进行了血液检验，初步确定其在肇事时并没有吸毒或者喝酒。在丰宁县委宣传部提供的新闻通稿上，殷铁军的犯罪动机被称为“因对女儿殷晓雪被害一案一审判决结果不服，性情偏执，存在厌世情绪，产生寻机滋事念头”。